# Архонт
Архонт (дав.-гр. ἄρχων від дав.-гр. ἄρχη — влада, дослівно — «властитель», «керівник») — найвища посадова особа в багатьох містах-державах Стародавньої Греції.

## Історія
У Стародавніх Афінах обиралися з 1068 до н. е., з того часу як була скасована царська влада. Спочатку трьох архонтів обирали безстроково (пожиттєво), згодом на 10 років і з 7 ст. до н. е. — лише на 1 рік. З 582 до н. е. кількість архонтів була збільшена до дев'яти.
На думку дослідників, посади архонтів походять від поступового відокремлення від царя окремих сторін його влади:
- архонт-полемарх отримав військову владу;
- архонт-епонім, за яким називався рік, — судово-адміністративну;
- архонт-басилевс був жрецем.

Афінські архонти призначалися з доби Солона із вищого майнового класу, з Клісфена — за жеребом, а з Арістіда — з усіх громадян. Колишні архонти входили до складу ареопагу. Звання архонта пізніше використовувались тільки як почесне, доки не зникло в 5 ст. до н. е.
За візантійської доби архонтство перетворилося на титул правителя окремих держав чи територій, а також придворних посадовців.
Після падіння Константинополя (1453) почесне звання «архонта» надавалося константинопольським патріархом як візнака заслуг перед православною церквою.

## Обов'язки архонтів
Відразу після вступу на посаду — оголошував всім громадянам, що вони мають право володіти тим майном, яким володіли до його вступу на посаду і мають право зберігати його до завершення його управління. Потім призначав хорегами для показу трагедії трьох найбагатших з афінян. Йому подавали скарги з державних і приватних справ. Він розглядав і спрямовував їх в суд. Архонт повинен також був піклуватися про сиріт, про спадкоємниць і про жінок, які після смерті чоловіка залишились вагітними. Мав право на винних накласти дисциплінарне стягнення чи притягнути до суду. Також він здавав в оренду майно сиріт, поки їм не виповниться 14 років і брав від орендарів забезпечення. Він також стягував з опікунів утримання, якщо вони не надавали його дітям.

## Обов'язки басилевсів
Йому подавали письмові справи про нечесність, а також ті, коли хтось сперечався з правом іншого на жрецтво. Розглядав всі суперечки між родами і жерцями з питань богослужінь. У нього порушували всі процеси на вбивство і він повинен був оголошувати злочинця, якого закон вже не міг захистити.

## Обов'язки полемархів
Здійснював жертвопринесення Артеміді — Мисливиці і Еніалію. Влаштовував надмогильні змагання на честь загиблих воїнів і здійснював поминки на честь Гармонія і Аристогітона. В нього порушували приватні судові справи, що стосувалися метеків, різнозобов'язаних (група метеків, звільнена від податків за особливі заслуги перед державою), піроксенів. Він особисто розглядав в суді позови про порушення зобов'язань щодо колишнього господаря, про спадок і спадкоємців у метеків. Тобто полемарх відав всіма тими справами у метеків, якими у громадян відав архонт.

## Обов'язки фесмофетів
Мали призначати які судові комісії і в які дні повинні вершити суд, а потім передавали керівництво цими комісіями посадовим особам, які діяли так, як казали їм фесмофети. Доповідали народу про надходження надзвичайних заяв, ставили на розгляд справи про усунення посадових осіб шляхом перевіреного голосування, всі пропозиції попередніх вироків, скарги на протизаконня і заяви про те, що запропонований закон не придатний. Також про дії проедрів і епістазів і про звітність стратегів.
Вони також затверджували угоди з іншими державами і керували процесами, що відбувалися на основі цих угод, і справами про лжесвідчення перед Ареопагом.

## В Україні
За часів Великого князівства Київського (Київської Русі) в давньоукраїнських та візантійських літописах архонтами називали князя Святослава Хороброго, княгину Ольгу та інших Великих князів Київських.
Чернігівський і Сіверський князь Олег Святославич титулував себе «архонтом Матрахи, Зіхії і всієї Хозарії».
23 серпня 2021 року першим в сучасній Україні титул архонта отримав від Вселенського патріарха меценат Андрій Мацола.